# الجزائر في عهد بن بلة

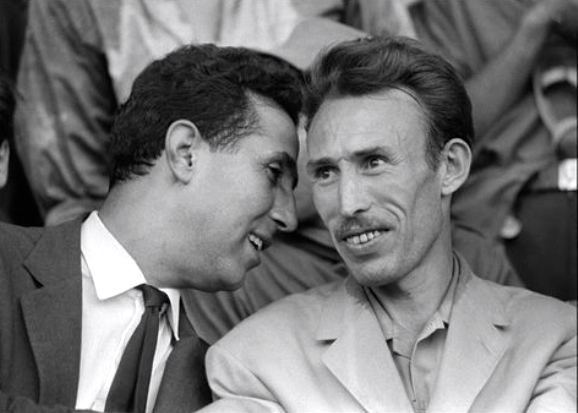
احمد بن بلة رفقة هواري بومدين

الجزائر عهد بن بلة 1962 - 1965. غداة حرب الاستقلال ضد فرنسا، تبنى الوطنيون الجزائريون الذين استلموا السلطة شعاراً رسمياً هو "القضاء على التخلف المتراكم خلال مئة وثلاثين عاماً من السيطرة الاستعمارية". في هذا السياق الموسوم بانبثاق بلدان العالم الثالث على المسرح السياسي الدولي، ونمو القومية العربية" وحاملها شخصية عبد الناصر القوية، اختارت الجزائر بحزم طريق التنمية الاشتراكية.
وأصبح نظام «التسيير الذاتي» الفكرة المركزية لتغيير الجزائر وتعبئتها، لقد أدخلت السلطة هذه الممارسة «من الأعلى» في بلد ليس معداً لها سياسياً ولا مادياً.

## نظام رئاسي وحزب وحيد
في 25 سبتمبر/ أيلول 1962، أعلنت الجمعية الوطنية التأسيسية، المنتخبة في 20 من الشهر نفسه، ولادة الجمهورية الجزائرية الديمقراطية والشعبية، ومنحت الثقة بأغلبية 159 صوتاً ضد صوت واحد للحكومة التي عينت أحمد بن بلة رئيساً لمجلس الوزراء. ولم تضم هذه الحكومة أي عضو من الحكومة الجزائرية المؤقتة الأخيرة. بالمقابل، شغل خمسة عسكريين منهم العقيد هواري بومدين حقائب وزارية رئيسة. وعبرت هذه الحكومة عن إرادتها في تحقيق ثورة اشتراكية، الكوادر.
لكن لم تكن لها سلطة على algériansation وإصلاح زراعي، وجزأرة كل من الجيش – إقطاعة بومدين، وجبهة التحرير الوطني، التي يتولى الأمين العام للمكتب السياسي محمد خيدر إعادة تنظيمها، والاتحاد العام لعمال الجزائر.
وتدريجياً فرض مفهوم الحزب الوحيد نفسه الذي خرج حقاً من مؤتمر طرابلس الغرب. فقد حظِر الحزب الشيوعي الجزائري في 29 تشرين الثاني/ نوفمبر 1962. ولم يعد لجبهة التحرير الوطني الجديدة التي انبثقت من أزمة صيف عام 1962 من منافس خارج صفوفها.
وفي شهر آب/ أغسطس 1963، عد حزب الثورة الاشتراكية بزعامة محمد بوضياف خارجاً عن القانون. وأُلغي كل تشكيل حزبي غير جبهة التحرير الوطني: فهو يعني تقسيم الشعب، وتف سخاً في أسس الدولة الواجب بناؤها. لن تكون هناك أيةُ مسافة بين «الشعب» وممثليه من جبهة التحرير الوطني. وكل شيء سيتم تقريره داخل الجبهة. ومع ذلك لا يمكن عد جلسات الحوار، والمهاترات، والمجادلات (و كف اليد) في داخلها بداية للتعددية السياسية.
تستمد جبهة التحرير الوطني شرعيتها بشكل جوهري من تاريخ الجزائر المعاصر، وحرب الاستقلال. لكنها لا تمتلك الشرعية الديمقراطية.
وقد أشار إلى ذلك جان ليكا وجان- كلود فاتان بالقول: "لم ينجم استقلال الجزائر ولا شرعية جبهة التحرير الوطني عن استشارة شعبية رسمية. فهاتان
الشرعيتان ناجمتان عن تاريخ التحرير. إن شرعية جبهة التحرير الوطني كحزب وحيد هي شرعية تاريخية، ولا تضيف الانتخابات أي شيء لذلك.
وتبقى سيرورة منح جبهة التحرير الوطني الثقة غريبة على الدوام عن ميكانيزمات الديمقراطية الكلاسيكية".
وظهر أن إعادة الاتحاد العام لعمال الجزائر إلى جادة الصواب، الذي - يأمل أن يبقى مستقلاً عن الحزب، أمراً صعباً. ففي أول مؤتمر له (1917 كانون الثاني/ يناير 1963)، تطرق التقرير الذي قدمه طاهر قايد باسم المكتب الوطني إلى مشكلة العلاقات مع الحزب على النحو التالي: "حاول بعض مسؤولي الحزب الذين لا يمتون بصلة إلى النقابيين- وربما لغايات شخصية- احتكار بنية الاتحاد العام لعمال الجزائر. هكذا جرى استبدال مكاتب نقابية منتخبة بمندوبين معينين. وذهبت بعض الاتحادات النقابية إلى حد إنشاء خلايا حزبية، الخلايا التي حاولت إلغاء عمل النقابة بدلاً من أن تكمل عملها.
وفي ختام المؤتمر، أصبح الاتحاد العام لعمال الجزائر، «تحت رعاية جبهة التحرير الوطني، وأحد منظماتها القومية»، وتوجب عليه الانسحاب من الاتحاد الدولي للنقابات الحرة. وفي 11 نيسان/ أبريل 1963، وقع وزير الشؤون الخارجية محمد خيمستي ضحية الاغتيال. وفي 16 نيسان/ أبريل، استقال محمد خيدر من منصبه أميناً عاماً للمكتب السياسي لجبهة التحرير الوطني. وسعى إلى تحقيق التعبئة النضالية والشعبية التي كان بحاجة شديدة إليها. لكن الحزب أصبح منظمة دون سلطة حقيقية، رمزاً أكثر من كونه أداة سياسية فعالة حقاً. وفي 17 أيار/ مايو 1963، عين العقيد هواري بومدين نائباً أولاً لرئيس مجلس الوزراء، وفرض الجيش نفسه فاعلاً رئيساً في التحكيم من أجل السلطة. وفي 9 حزيران/ يونيو، أصدر حسين آية أحمد قرار اتهام عنيف بحق بن بيلا، وأعلن عن استعداده لخوض نضال سياسي ضد النظام. ومع تأسيس جبهة القوى الاشتراكية في ولاية القبائل التزم بهذا الطريق في خريف العام نفسه. وفي 14 آب/ أغسطس، استقال فرحات عباس من منصبه رئيساً للجمعية الوطنية (البرلمان) للتعبير عن عدم موافقته على مشروع الدستور الذي قدمته جبهة التحرير الوطني. ورأت الجمعية التأسيسية تبسيط دورها.
فقد أُعد الدستور نفسه خارجها، في حين أن فرحات عباس وكريم بلقاسم أرادا أن يجعلاه أداة للرقابة على الحكومة. وتم تبني هذا الدستور على النسق
الرئاسي والأسلوب الثوري من قبل البرلمان الجزائري في 28 آب/ أغسطس1963 بموافقة 139 صوتاً ضد 23 صوتاً. وصودق عليه باستفتاء عام بتاريخ 18 أيلول/ سبتمبر (5166185 «نعم» و 105047 «لا»). وفي 15 أيلول/ سبتمبر 1963، أُنتخب أحمد بن بيلا أول رئيس للجمهورية الجزائرية بـ 5، 085، 103 أصوات. ثانياً- الاشتراكية الجزائرية ونظام التسيير الذاتي في 20 آذار/ مارس 1963، قدم أحمد بن بيلا عبر الإذاعة والتلفزيون المرسوم القاضي بتنظيم إدارة المنشآت الصناعية والمستغلات الزراعية المعتبرة بحكم الشاغرة على إثر رحيل الأوروبيين. 
وفي الأول من شهر تشرين الأول/أكتوبر من العام نفسه، أُعلن تأميم آخر ممتلكات المستوطنين الفرنسيين. تريد الاشتراكية الجزائرية أن تكون في عام 1963، في المقام الأول، حيث Marnia مواصلة للثورة الفلاحية. وجه بن بيلا، ابن الفلاح من مارنيا ولد في عام 1916، نظره طواعية إلى الأرياف، ولأن الشك يداخله في الموقف المطلبي لأبناء المدن والعمال، صرح في مؤتمر الاتحاد العام لعمال الجزائر في شهر كانون الثاني/ يناير 1963 : «يجب الاحتراس من النزعات) [...] هذه النزعة العمالية التي تظهر هنا وهناك والتي تحمل اسم العمالية (التي تعرفها عدة نقابات أفريقية سوف تؤدي إلى خلق فئة محظوظة [...] آسف لأنه لا يوجد مزيد من الفلاحين في هذا المؤتمر». تستغل بعض «الأملاك الشاغرة» لجان إدارية مكونة من عمال زراعيين سابقين. وأصبحت أملاك أخرى «شاغرة» بعد طرد المستوطنين، وأملاك ثالثة أيضاً محتلة عسكرياً ومؤممة (يتعلق الأمر بخاصة بالإقطاعات الكبيرة «الرأسمالية»). ولد القطاع الاشتراكي من جمع إقطاعات قديمة في وحدات زراعية، سميت ذاتية التسيير، ذات أحجام مهمة. في الوقت نفسه أُنشئت هيئة وطنية للإصلاح الزراعي، التي أحبطت إدارة الدولة البطيئة لها مطالب الاستقلال العمالية هي نظام يعتبر العمال وحدهم قادرين على قيادة الحركة ouvrièrisme (·) الاشتراكية. المعرب. الذاتي للجان المحلية دون الوصول إلى القيام بدور المنشط. وقد حلت هذه الهيئة في عام 1966 حين ظهر أن عجز القطاع الاشتراكي يزداد باستمرار.وفي عام 1965، امتد القطاع الزراعي ذاتي التسيير على 2312280 هكتاراً، تشمل كل الزراعة «الحديثة» تقريباً. لا يعمل فيها سوى 115 ألف عامل دائم في عام 1968 من أصل السكان الناشطين اقتصادياً البالغ عددهم3ر مليون نسمة. غير أن «لجان الإدارة» (التي خُفض عددها من 2300 إلى 1650 في عام 1969) تنتج 60 % من الناتج الإجمالي الزراعي الخام.
وفي القطاع الصناعي والتجاري، أُخضعت جميع المنشآت «الشاغرة» لنظام «التسيير الذاتي»، وكذلك بعض المنشآت الأقل أهمية التي تمتلكها شركات فرنسية. كما وضعت بعض المنشآت والممتلكات الجزائرية أيضاً تحت نظام التسيير الذاتي التعاوني (لا تضم المنشآت الصناعية ذاتية التسيير أكثر من 10 آلاف عامل). أما بالنسبة للتجارة الخارجية، فكان معظمها محتكراً من قبل هيئة حكومية (الهيئة الوطنية للتجارة).
في المنشأة ذاتية التسيير، يخضع تنظيم السلطات، من حيث المبدأ، إلى ما يسمى الديمقراطية المباشرة. ويشكل العمال الدائمون المجتمعون في جمعية عامة الجسم التشريعي الأعلى. لكن أصول المنشآت تبقى ملكاً للدولة، وقد منحت نفسها سلطة وصاية. ويتمتع المدير الذي تعينه السلطات العامة بحق الاعتراض (الفيتو) على كل قرار مخالف لتوجهات التخطيط الاقتصادي القومي الذي تصدره أجهزة القيادة الجماعية. وجرى التأكيد على إنعاش النشاط الاقتصادي، والتنمية القومية أكثر من التأكيد على تغيير علاقات الإنتاج.
لم تأتِ قرارات عام 1963 لامتصاص حركة اجتماعية قد تطالب بنظام التسيير الذاتي هذا، فعلى إثر أوضاع الاستعمار القاسية، تتطلع الطبقة الفلاحية الفقيرة إلى الخلاص من النظام الزراعي السابق، والتمتع بأفضل الشروط للعمل. لكن لا شيء يؤهل عمال المستوطنين السابقين، الأميين وغير المهرة لتسيير صيغ من الإدارة الجماعية. فبالنسبة لعالم الاجتماع ميشيل لونيه، لم). بعضهم تصور الإصلاح الزراعي · يختر الفلاحون بوضوح نظام التسيير الذاتي (على أنه اقتسام للأراضي وملكية خاصة، وبعضهم الآخر انتظر بالأحرى تحسين أوضاعهم كأجراء داخل مزارع الدولة بإدارة مسؤولين تعينهم الحكومة.
يعد مصطلح التسيير الذاتي رهان اللحظة السياسي. فقد أزعج السلطة مطالب مناضلي الاتحاد العام لعمال الجزائر التي تدفع إلى إنشاء لجان الإدارة، والجيش الذي يريد عودة سلطة الدولة. «من مختلف وجهات النظر، يشكل نظام التسيير الذاتي صيغة مرغوبة، صيغة تحفظية أكثر مما يعبر عن اختيار سياسي أساسي».

## ثالثاً- السياسة الخارجية و«حرب الرمال»
إن السياسة الخارجية «للجمهورية الجزائرية الديمقراطية والشعبية»، التي، أصبحت عضواً في منظمة الأمم المتحدة في 8 تشرين الأول/ أكتوبر 1962 تُستلهم رسمياً من موقعها الجغرافي، وبخاصة من خيارات قادتها الأيديولوجية. «الجزائر جزء كامل من المغرب العربي، والعالم العربي، وأفريقيا». وهي تمارس سياسة «الحياد الإيجابي وعدم الانحياز» (المادة الثانية من الدستور). ترجمت نزعة الجزائر الأفريقية بخاصة في مواقفها المناصرة للشعوب الأفريقية التي لا تزال ترزح تحت وطأة الاستعمار (وبخاصة أنغولا، وغينيا- بيساو، وموزامبيق) أو التي لا تزال تحت السيطرة العنصرية (أفريقية بعد بداية عهد] Panafricain الجنوبية). 
في نهاية أول قمة أفريقانية 26 أيار/ مايو 1963) التي - الاستقلال]، المنعقدة في أديس أبابا (22 شاركت فيها 30 دولة مستقلة، جرى التوقيع على ميثاق منظمة الوحدة الأفريقية. انضمام الجزائر إلى هذا الميثاق منحها شعبية عظيمة بين قادة أفريقيا السوداء. وعزز إعلان أحمد بن بيلا انتماء الجزائر إلى "القومية العربية" وعروبتها التضامن بين مصر الناصرية والجزائر. لكن تحقيق وحدة المغرب العربي الكبير، المراد من القادة الجزائريين، والمغاربة، والتوانسة في30 نيسان/ أبريل 1958)، أصبح أمراً بعيد المنال في إثر - مؤتمر طنجة (27 عدة نزاعات سياسية وعسكرية. فمنذ شهر كانون الثاني/ يناير 1963، استدعى الرئيس التونسي الحبيب بورقيبة سفيره في الجزائر احتجاجاً على منحها الحماية لمدبري مؤامرة ضد النظام التونسي. واتخذ النزاع بين الجزائر والرباط أبعاداً أكثر أهمية، وأدى إلى حرب الرمال في شهري تشرين الأول/ أكتوبر وتشرين). منذ عام 1960، أمل المغاربة برؤية تعديل الحدود الثاني/ نوفمبر 1963 (:) الحرب بين الجزائر والمغرب، تحليل محمد بوضياف في عام 1964 ("بدون الذهاب إلى حد إلقاء المسؤولية على هذا الطرف أو الطرف الآخر من الشركاء في اندلاع الحرب، سنكتفي بالتشديد على أن النظامين عرفا الاستفادة منها في محاولة كل منهما تعزيز نفسه في المستوى الداخلي. ففي حال أن هناك تحريضاً من جانب الجزائريين، فبإمكاننا ملاحظة أن القادة المغاربة لم يفعلوا شيئاً للحيلولة دون أن تأخذ هذه المسألة الضخامة المعروفة. باستغلال حاذق لهذه الحرب، استطاعوا، من جهة، ضم المعارضة اليمينية إليهم، ومن جهة أخرى، تصفية المعارضة اليسارية المتورطة بشدة في تحالفاتها مع نظام أحمد بن بيلا. أما بالنسبة لهذا (l’UNEP) الأخير، فقد وضع جبهة القوى الاشتراكية [حزب معارض أسسه حسين آية أحمد في أواخر شهر أيلول/ سبتمبر 1963 / المعرب] أمام أحد خيارين: إما مواصلة النضال المسلح والاتهام بالخيانة، وإما التحالف مع السلطة، ما يمكن عده، في الظرف السياسي الجزائري لتلك الحقبة، بمثابة نجاح بالنسبة للجبهة. وهذا الحل الأخير هو الذي رجح. [...] لم يجد النزاع الحدودي مخرجاً بعد، ويمكن أن يثار في كل لحظة.
فكما رأينا، هذه المشكلة ليست جديدة، لكن حلها أصبح أكثر صعوبة. كان بإمكان الوحدة المغاربية، في المستوى الاقتصادي على الأقل، أن تحمل مخرجاً وتصفية لبذور الفوضى الموروثة عن العهد الاستعماري. تبتعد منظوراته. فالقطيعة التامة بين البلدين. وخلق جو عاطفي، والشتائم ليس فقط بين القادة، بل أيضاً بين الجماهير التي لا تزال متأثرة بالخصوصية والعاطفة الوطنية تحفر هوة يصعب ردمها". الصحراوية التي رسمتها فرنسا لمصلحتهم، وذلك وفقاً لاتفاق موقع بين ملك المغرب محمدالخامس والحكومة الجزائرية المؤقتة.
بينما تجري المفاوضات في وجدة، بالقرب من الحدود، وقعت صدامات في 8 تشرين الأول/ أكتوبر بين جنود الجيش الوطني الشعبي، و«عناصر غير مسيطر عليها»، وفقاً للجزائريين، ومن وحدات القوى المسلحة الملكية، وفقاً للمغاربة. فقرر الملك الحسن الثاني إرسال وزير الإعلام عبد الهادي بوطالب إلى الجزائر، في حين أُرسلت قوات عسكرية إلى الحدود الصحراوية. وبعد فشل مهمة بوطالب في 10 تشرين الأول/ أكتوبر، تعددت الصدامات. وأعلنت الحكومة الجزائرية التعبئة العامة للجنود القدامى وأدت وساطة العاهل 30 تشرين الأول/ أكتوبر إلى - الحبشي (الأثيوبي) في مؤتمر باماكو في 29 اتفاق لوقف النار. على أن يجري وقف المعارك في 2 تشرين الثاني/ نوفمبر في الساعة صفر. وحددت لجنة مختلطة منطقة انكفاء بالنسبة لقوات الطرفين. رغم وقف إطلاق النار، استمرت المعارك بين الجزائريين والمغاربة حتى 2 تشرين الثاني/ نوفمبر حول واحة النخيل في فيغيغ. وفي 5 تشرين
الثاني/ نوفمبر، أصبح وقف النار محترماً. وانتهت «حرب الرمال» على أساس الوضع الراهن. ولكي توازن علاقاتها التجارية مع فرنسا التي تُعد وثيقة جداً، سعت الجزائر إلى تطوير علاقاتها الاقتصادية مع دول أخرى. فقد قدم الاتحاد السوفييتي قروضاً وعوناً تقانياً، لكن قليلاً ما يتاجر مع الجزائر. وأصبح
%جوهر تجارة هذه الأخيرة مع بلدان السوق الأوروبية المشتركة- نحو 70 من التجارة الكلية، نصفها مع فرنسا. وبقيت حصة البلدان الاشتراكية بسيطة
(أقل من 5%)، وحصة الولايات المتحدة الأمريكية ودول أوروبية حصة جيدة (نحو 10 %). وبقيت فرنسا في عام 1970 ممول الجزائر الأول، لكن دورها تقلص بدءاً من أزمة 1970 بين البلدين.

## تفاقم الوضع الاقتصادي
قام أحمد بن بيلا الشهم، لكنه سيء الإطلاع على ضخامة المسائل التي يجب حلها، بادخال «التسيير الذاتي» في بلد لم يكن مؤهلاً له سياسياً ولا مادياً.
كان الوضع الاجتماعي مثيراً للقلق. ففي عام 1963، بلغ عدد العاطلين عن العمل في الجزائر مليوني عامل، و6ر مليوني نسمة بلا موارد مالية.
واندلعت عدة اضطرابات نتيجة البؤس: حركات ثورية فلاحية لاسيما في قسنطينة، وانتشار اللصوصية، ومظاهرات متفرقة لكن مستمرة للعاطلين عن
العمل في المدن. هناك على الأقل ثلاثة أسباب لهذه السيرورة. وهي نقص اليد العاملة الماهرة والتقانيين القادرين على تشغيل التجهيزات الاستعمارية التي هجرها الأوروبيون؛ وقِدم التجهيزات التي لم يطرأ عليها أي تجديد حتى اقتراب الاستقلال؛ وصغر السوق المحلية غير القادرة على تصريف إنتاجات مخصصة آنفاً بشكل واسع لتلبية الطلب الأوروبي عليها. يضاف إلى ذلك أزمة صادرات خطيرة بسبب محدودية الأسواق بالنسبة للإنتاج المحلي (انخفاض بمقدار الثلث، والربع، والثلثين على التوالي للكرمة، والخضار والزراعات الصناعية). يمتص القطاع الزراعي ذاتي التسيير القسم الأعظم من الأموال الجاهزة، ويعاني نشاطه من عجز ثقيل الوطأة. ولا يحقق الإنتاج الزراعي تقدماً، في حين أن حاجات الاستهلاك لا تتوقف عن التزايد. فمتوسط إنتاج17 مليون كنتال، بينما الحاجة إليها تصل إلى - الحبوب لا يزيد عن 1625 مليون كنتال، ويرتفع عدد السكان بنسبة 3% سنوياً. -24 وبعد فشل خطة قسنطينة، وإيقافها رسمياً، كانت النتائج في القطاع الصناعي مثيرة للقلق: فبالنسبة لقطاع البناء والأشغال العامة، مثلاً، لوحظ 1963. فقد اختفت - انخفاض الإنتاج بنسبة 55 % ما بين عامي 1400-1962 منشأة أشغال عامة من أصل 2000 منشأة. بينما شهد قطاع التعدين وصناعة الصلب انخفاض الإنتاج بنسبة 20 % و 25 %. وكان سوء استخدام القدرات الإنتاجية مثيراً جداً للقلق: 58 % في المنسوجات، و14 % في صناعة تعليب الأسماك، و40 % بالنسبة للفواكه، وتوقفٌ شبه كامل لإنتاج السكر. وكان انخفاض الاستثمارات أكثر حدة بعد من انخفاض الإنتاج: ففي 1963 انخفضت الاستثمارات (بما في ذلك الاستثمارات في - ما بين 1961 قطاع النفط) من 1464 مليار إلى 84 مليار بالأسعار الجارية ومن 333 مليار إلى 69 مليار (باستثناء الاستثمارات في قطاع النفط). في الوقت نفسه ازدادت النفقات غير الإنتاجية مع التضخم الهائل في الدوائر العامة. ففي ما1963، ارتفع عدد العاملين في الدولة من 30 ألفاً حتى 180 - بين 1954 ألف شخص. ويمثل الجيش عبئاً ثقيلاً في ميزانية التسيير. ففي بداية عام 1962 كان عدد أفراد جيش التحرير الوطني 80 ألف جندي على الحدود، و6000 مقاوم؛ وفي عام 1963، ارتفع عددهم حتى 120 ألف جندي، ويستهلكون10 من الناتج المحلي الإجمالي.
في عام 1963، وصل العجز إلى درجة أن الجزائر دفعت إلى الحصول على قرض من فرنسا مقداره 3ر مليار فرنك. وكانت تنتظر من فرنسا اتخاذ سلسلة من القرارات لتشجيع اقتصادها: إنجاز أعمال المنشآت العامة، وإرسال تقانيين ومتطوعين، ومساعدين في التعليم الوطني، واتفاقات تصدير خاصة بالخمر. وكانت الهجرة الجزائرية آنذاك تحظى بالتشجيع.

## مواصلة الهجرة
بعد استقلال الجزائر، أدت موجات الهجرة الجديدة إلى تصدع البنود الواردة في معاهدة ايفيان لعام 1962. من طرفي البحر المتوسط، تنوي فرنسا والجزائر وضع رقابة على «التدفقات». ففي 9 كانون الثاني/ يناير1964، جرى الاتفاق بين وزير الشؤون الاجتماعية في الحكومة الجزائرية 1. تقدر الحكومتان أن من مصلحة»: ووزير العمل الفرنسي على ما يلي فرنسا والجزائر تطبيع تيارات اليد العاملة بين البلدين؛ 2. منذ الوقت الحالي حتى الأول من شهر تموز/ يوليو، يحدد عدد الرعايا القادمين من الجزائر تبعاً للمشكلات المطروحة [...] على اقتصاد البلدين؛ اعتباراً من الأول من شهر تموز/ يوليو [ 1964 ] يحدد عدد القادمين من العمال الجزائريين وفقاً لإمكانات اليد العاملة في الجزائر وإمكانات سوق الاستخدام الفرنسية، والتي. «تبلغها الحكومة الفرنسية إلى الحكومة الجزائرية كل ثلاثة أشهر لم تمنع إجراءات نظام الحصص تضخم الهجرة. ففي ربيع عام1965، تجاوز عدد الجزائريين في فرنسا عتبة 450 ألف شخص.
اعترف ميثاق الجزائر لجبهة التحرير الوطني، المتبنى في شهر نيسان/أبريل 1964، أن «أسباب الهجرة الجزائرية إلى أوروبا، وعلى وجه الخصوص إلى فرنسا، مرتبطة بشكل وثيق بمستوى التنمية [في الجزائر]. وقد يمكن تخفيفها أو كبحها: لكن لا مجال لإيقافها إلا باختفاء الأسباب الرئيسة لها». بكل وضوح، لا مجال لإيقاف الهجرة طالما لم يصبح البلد متطوراً بشكل ملموس. حدد ملحق ميثاق 1964 ما يلي: «إن سوق العمل الفرنسي سيزود بسوق تقليدية لليد العاملة غير المستخدمة في الجزائر». وفي الواقع، اعترف نظام بن بيلا – على عكس جميع النظريات الموضوعة سابقاً – أنه لا يستطيع الاستغناء عن صمام الأمان الذي تقدمه له سوق الاستخدام في فرنسا. فالهجرة تُعد إذن «شراً لابد منه». فهي عملياً تشجعها دولة همها تخفيف الضغط على سوق العمل وتحسين رصيد ميزان
المدفوعات (عن طريق إرسال العمال الجزائريين عملة صعبة إلى وطنهم لدعم عائلاتهم مالياً في الجزائر).

## الحركة باتجاه المدن
أدى رحيل الأوروبيين الكثيف إلى سيرورة امتلاك الفضاءات التي أصبحت «شاغرة». فشغر الوظائف قاد إلى انسياح واسع جداً ومفاجئ للسكان إلى المناطق الحضرية. وبما أن أغلبية هؤلاء المهاجرين هم من الفلاحين الذين لا يملكون أرضاً ولا أموالاً جاهزة، فقد تركت هذه التيارات المهاجرة بصمتها الدائمة على ملامح المدن (تشبع المدن القديمة، توسع مخيف للسكن المؤقت وبناء مدن صفيح بالقرب من المدن الجديدة).
1963، شهدت المدن الجزائرية وصول 800 ألف - ما بين 1960، ارتفع - ساكن جديد (نصفهم إلى مدينة الجزائر). وما بين 1954 1960 عدد سكان مدينة الجزائر بنسبة 80 %. كما ارتفع عدد سكان البلديات الحضرية من ثلاثة ملايين نسمة في عام 1959 إلى أربعة ملايين نسمة في عام 1966 من مجموع عدد سكان الجزائر البالغ 10 ملايين نسمة. ولم يؤدِ تملك الفضاء الحضري إلى محو التمييز بين الطبقات، بل نزع إلى خلقها، وبخاصة التمييز بين الشرائح الوسطى والطبقة الفلاحية الفقيرة، المقتلعة من جذورها، والمكونة أحياناً من «فلاحين حضريين». كما لم تؤدِِّ الهجرة الريفية إلا إلى البطالة، أو في أفضل الأحوال إلى شغل الوظائف غير الماهرة التي توفرها الخدمات والمهن البسيطة. كما شهدت سنوات الاستقلال الأولى رسوخ الشرائح الحضرية من البرجوازية الصغيرة واتساعها: مستخدمين في الإدارة والجيش، وصغار تجار، وحرفيين، وصغار باعة المفرق.

## عزلة بن بيلا السياسية
انقطع احمد بن بيلا، الخطيب الموهوب والشعبوي، باطراد عن الحقائق الاقتصادية. وبخاصة عن رفاق النضال الوطني القدامى. فمنذ 27 أيلول/سبتمبر 1962، ومع أن محمد بوضياف هو أيضاً أحد المؤسسيين التاريخين لجبهة التحرير الوطني، ترك هذه الحركة لكي يؤسس حزب الثورة الاشتراكي، الذي يعترض على شرعية جبهة التحرير الوطني. وابتعد أيضاً، فرحات عباس، أول رئيس للحكومة الجزائرية المؤقتة في عام 1958 ورئيس الجمعية التأسيسية في شهر أيلول / سبتمبر 1962. وفي 16 نيسان/أبريل 1953، محمد خيدر، «مسؤول تاريخي» آخر لثورة تشرين الثاني/نوفمبر 1954، استقال من منصب الأمين العام لجبهة التحرير الوطني. وإن لم ينسحب معارضون آخرون (أو مفروضون كذلك) بمبادرة منهم، فقد وجدوا أنفسهم مستبعدين، بل معتقلين. ففي 25 حزيران/ يونيو 1963، أعلن بنبيلا رسمياً أن بوضياف وثلاثة أشخاص آخرين اعتقلوا بتهمة إعداد «انقلاب ضد الدولة». وفي 29 أيلول/ سبتمبر من السنة نفسها، أعلن حسين آية أحمد (سجين سابق مع بن بيلا أثناء حرب الجزائر) عن تأسيس جبهة القوى الاشتراكية التي انتقلت هي أيضاً إلى المعارضة.
في 10 تشرين الأول/ أكتوبر 1963، أطلق الجيش الوطني الشعبي النار على قوات الإقليم السابع في ولاية القبائل. ودخل الجيش الوطني الشعبي وازازغا في وادايا، دون أن يلاقي Fort- National إلى القلعة الوطنية مقاومة. ولجأ محند أولحاج وآية احمد وأنصارهما إلى المقاومة. وفي12 من الشهر نفسه، أمر بن بيلا شرطة النظام باستعادة جميع مراكز القبائل. وفي 12 تشرين الثاني/ نوفمبر، عقد اتفاق بين الرئيس بن بيلا والعقيد محند أولحاج. وواصل حسين آية أحمد «المقاومة في [ولاية] القبائل» التي كانت بمثابة حالة «حرب أهلية» مقنعة.
21 نيسان/ أبريل - وفي المؤتمر الأول لجبهة التحرير الوطني، ١964، أكد أحمد بن بيلا بقوة ويقين أولوية العمل الثوري على أعمال البناء١6 المؤسساتي وإعادة تنظيم البلاد. وباستنكاره لأطروحة أولوية بناء الدولة كان يشير إلى طغمة بومدين، في حين أن خطاب الرئيس في هذا المؤتمر يشير إلى «العناصر المرتبطة بالبرجوازية» على أنها خطر على البلد، ما يقدم مثالاً على «الاستخدام المستمر في هذه الحقبة من التاريخ الجزائري لترسيمات تحليل ماركسية بهدف تنميق المواجهات من أجل السلطة بصراعات الطبقات». لكن لعبة تحالفات بن بيلا، واختيار سياسة «التسيير الذاتي» أدتا إلى أزمة. لأن هذه التحالفات لم تسمح له بتوطيد سلطته بشكل لا جدل فيه وترسيخ الدولة بشكل دائم؛ كما أن التسيير الذاتي لا يتوافق مع حالة العلاقات الاجتماعية.

## انقلاب ١٩ حزيران/ يونيو ١٩٦٥
غداة الاستقلال الجزائري، اصطدمت محاولات الاعتماد على المجتمع الواقعي الهادفة إلى إعادة بناء الدولة والاقتصاد بقوة الجهاز العسكري. فقد كتب المؤرخ محمد حربي، الذي لعب دوراً نشطاً خلال الحرب وفي عهد بن بيلا، يقول: «إن رغبة التغيير الفظ والكامل، ورفض العمل السياسي الصبور، وتفضيل بن بيلا لطرق غير نظامية في قيادة الشؤون العامة، جميع هذه العوامل قادت مباشرة إلى انقلاب بومدين» العسكري. في عام ١964، اندلعت انتفاضة مسلحة بقيادة العقيد محمد شعباني، يدعمه محمد خيدر، الذي أعلن، في شهر آب/ أغسطس ١964، أنه يحتفظ «بوثائق جبهة التحرير الوطني السرية». وفي ١7 تشرين الأول/ أكتوبر،
١0 - اعتقل حسين آية أحمد في ولاية القبائل. وجرت محاكمته ما بين 7 نيسان/ أبريل ١965، وحكم عليه بالإعدام، وعفي عنه في ١2 منه. وشاعت
الفوضى، وشملت قمة الدولة. وبما أن أحمد بن بيلا يخشى مهاجمة هواري بومدين مباشرة، لكونه نائب رئيس مجلس الوزراء ووزير الدفاع، الذي يمسك بزمام الجيش، أي بزمام القوة الوحيدة المنظمة في البلد، فقد سعى أحمد بن بيلا إلى تقليص نفوذ ما سمي ب «فريق وجدة» تخليداً لذكرى الحقبة التي كان بومدين يقود فيها ذلك الإقليم. فأثار استقالة أحمد ميديغري، وزير الداخلية، بعد نزع سلطته عن المحافظين وربطهم بالرئاسة. كما دفع قايد أحمد إلى التخلي عن
وزارة السياحة، بوقوفه إلى جانب لجان إدارة الفنادق الذين كانوا في نزاع مع وزيرهم. وبمناسبة تعديل وزاري، في شهر كانون الأول/ ديسمبر ١964، قلص
بشكل مهم صلاحيات شريف بلقاسم، عضو فريق وجدة، وزير التوجيه، الذي كان تحت سلطته أيضاً وزارات الإعلام والتعليم الوطني والشباب. وبالإضافة إلى أنه رئيس للجمهورية ورئيس للحكومة، وأمين عام لجبهة التحرير الوطني، منح بن بيلا نفسه حقائب وزارات الداخلية والمالية والإعلام، فجمع حوله جميع المعارضات. وقد حذره الدكتور محمد صغير نقاش، وزير الصحة، بشعوره بالخطر القادم. وفي 28 أيار/ مايو ١965، في الوقت الذي كان فيه بومدين يمثل
الجزائر في مؤتمر رؤساء الحكومات العربية في القاهرة، أعلن بن بيلا أنه يسحب حقيبة وزارة الشؤون الخارجية من عبد العزيز بوتفليقة، وهو عضو
آخر في فريق وجدة. في الحال أخطر بوتفليقة «مولاه» هواري بومدين. فجمع هذا الأخير رفاقه في فريق وجدة الذين التحقوا للتو بفريق قسنطينة (طاهر
زبيري، سيد عابد، أحمد داريا، صلاح صوفي وعبد العزيز زرداني)، وجميعهم من أنصار إزاحة بن بيلا عن السلطة. وأُعدت العملية بدقة متناهية.
وفي ١9 حزيران/ يونيو ١965، على الساعة 30 ر ١ صباحاً، أُعتقل أحمد بن بيلا. وتمركزت الدبابات في المناطق الإستراتيجية. تصور المارة أن
الأمر يتعلق بتصوير فيلم معركة الجزائر للمخرج جيلو بونتيكو رفو الذي سيحصل على جائزة الأسد الذهبي في مهرجان البندقية في عام ١966. لكن
في الساعة ١2، 05، في رسالة بتوقيع بومدين، أعلنت إذاعة الجزائر تأسيس مجلس ثورة يتولى جميع السلطات. وبعد خمسة أيام من هذا التاريخ كان من
المفترض افتتاح مؤتمر القمة الأفروآسيوي في مدينة الجزائر، الذي سوف يظهر الرئيس أحمد بن بيلا خلاله كأحد قادة العالم الثالث الرئيسيين.
وبقي أول رئيس للجمهورية الجزائرية المستقلة في السجن خلال خمسة عشر عاماً، ولم يطلق سراحه إلا في 30 تشرين الأول/ أكتوبر ١980. ولم يثر توقيفه ثورات شعبية كبيرة، باستثناء عنابه حيث وقع عشرة قتلى على إثر مواجهات دامية مع الجيش. وبدأ عصر جديد.

## روابط خارجية
- . على يوتيوب.